# Kiista Lynge Høegh
Kiista Arnannguaq Lynge Høegh (* 2. Februar 1959 in Narsaq) ist eine grönländische Politikerin (Inuit Ataqatigiit) und Gewerkschafterin.

## Leben
Kiista Lynge Høegh ist die Tochter des Oberlehrers Peter Petersen und der Oberlehrerin Louise Lynge. Sie heiratete am 5. Januar 1982 den Lehrer Niels Egede Høegh (* 1957).
Sie arbeitete von 1982 bis 1986 als Sekretärin und anschließend als Konsulentin bei der grönländischen Gewerkschaft SIK. Von 1988 bis 1989 war sie Hauptsekretärin und anschließend Büroleiterin. Von 1993 bis 1995 war sie als Tarifvertragskonsulentin tätig.
Sie begann ihre politische Karriere, als sie bei der Parlamentswahl 1987 als Erste Stellvertreterin von Kuupik Kleist kandidierte. Bei der Folketingswahl 1988 war sie Zweite Stellvertreterin von Josef Motzfeldt. Bei der Kommunalwahl 1989 wurde sie in den Rat der Gemeinde Nuuk gewählt. Bei der Folketingswahl 1990 kandidierte sie selbst, wurde aber nicht gewählt. Bei der Parlamentswahl 1991 trat sie ebenfalls selbst an, wurde aber ebenfalls nicht gewählt. Bei der Kommunalwahl 1993 wurde sie zur 1. Vizebürgermeisterin der Gemeinde Nuuk gewählt und war dann auch 2. Vizevorsitzende im Kommunalverband KANUKOKA. Bei der Folketingswahl 1994 kandidierte sie erneut ohne Erfolg, ebenso wie bei der Parlamentswahl 1995 und 1999. Bei der Kommunalwahl 2001 wurde sie in den Rat der Gemeinde Narsaq gewählt. Bei der Wahl 2002 erreichte sie den fünften Nachrückerplatz der Inuit Ataqatigiit und gelangte von dort aus im Oktober 2003 kurzzeitig ins Parlament. Anschließend zog sie sich aus der Politik zurück. Bei der Wahl 2018 kandidierte sie noch einmal, wurde aber nicht gewählt.